# Synoptische weerkaart

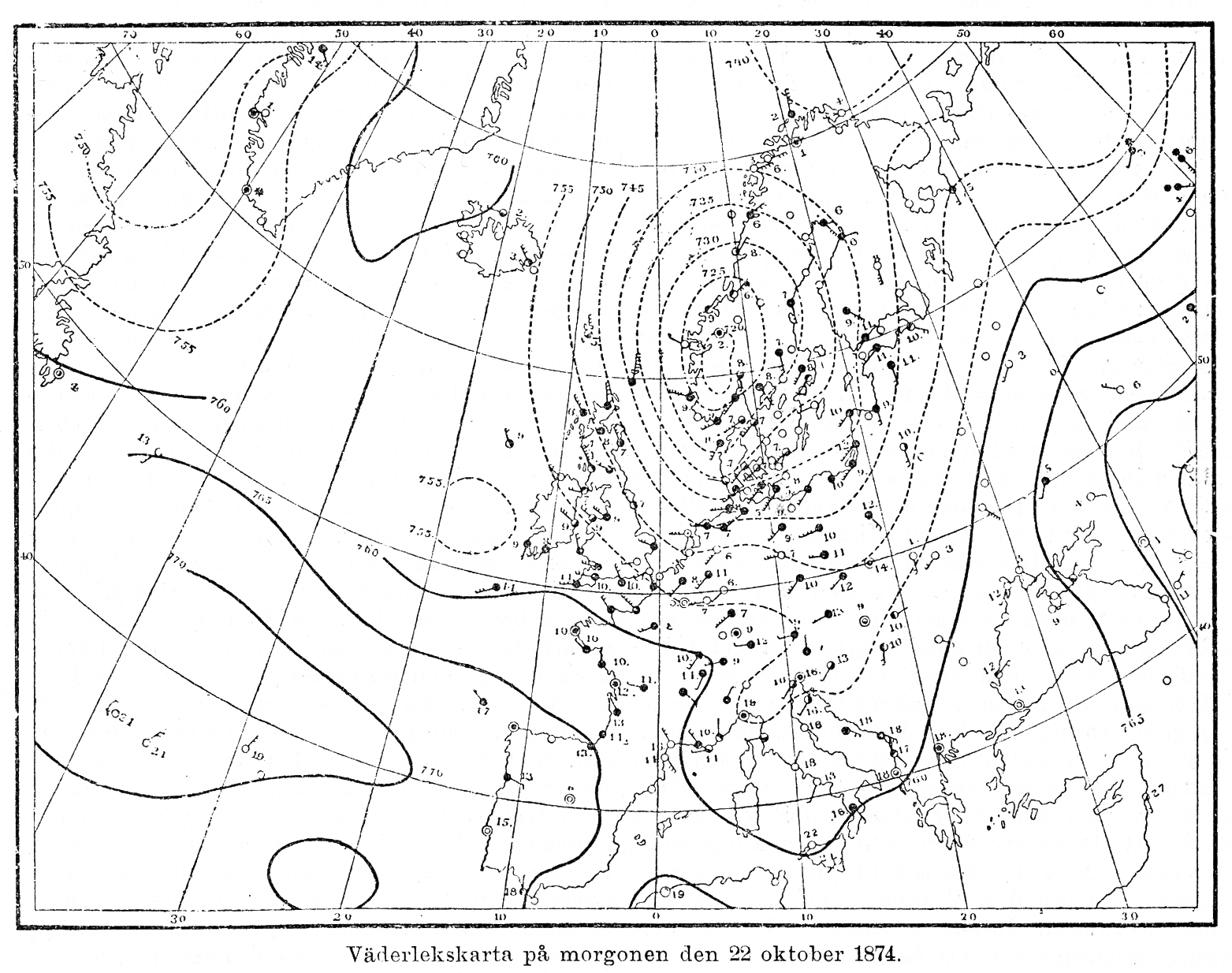
Synoptische kaart van Europa van 22 oktober 1874

De synoptische weerkaart is een momentopname van het weer, verkregen door gelijktijdige waarnemingen in een groot gebied. Het gebied kan een omvang hebben van bijvoorbeeld Europa plus omliggende zeegebieden. Het belangrijkste wat op een dergelijke weerkaart te zien is, zijn doorgaans de isobaren. Soms worden ook windvanen of temperaturen getoond. De temperaturen worden ofwel in getallen (graden Celsius) gemeld, of in kleurschakeringen. De isobaren laten zien hoe de luchtdrukverdeling is en de meteoroloog kan daaruit weer andere dingen afleiden. Synoptisch (Grieks: σύνοψη) wil zeggen dat het om het algehele overzicht gaat, niet om lokale details. Uit vergelijking van enkele opvolgende weerkaarten, van bijvoorbeeld 12, 24, 36 en 48 uur geleden, kan een prognose voor de komende uren tot één of meer dagen worden gemaakt. Prognoses komen tegenwoordig doorgaans tot stand door computermodellen een groot aantal gegevens van het nabije verleden en het actuele moment te laten doorrekenen.

## Hogere luchtlagen
Omdat de situatie in de bovenlucht medebepalend is voor het weer aan het aardoppervlak, zijn ook synoptische kaarten en prognoses voor de hogere luchtlagen van belang. Zo kent men bijvoorbeeld kaarten van het 500 millibar-vlak, en andere niveaus. Deze kaarten tonen geen isobaren maar laten zien op welke hoogte de luchtdruk 500 mbar is. De "hoogtelijn" met getal 576 betekent dat overal op die lijn de luchtdruk op 5760 meter hoogte 500 mbar is.